# 배트맨: 이어 원
배트맨: 이어 원(Batman: Year One)은 미국에서 제작된 로렌 몽고메리 감독의 2011년 애니메이션 영화이다. 브라이언 크랜스톤 등이 주연으로 출연하였다.

## 출연

### 주연
- 브라이언 크랜스톤
- 엘리자 더쉬쿠
- 케이티 색코프
- 벤자민 맥켄지